# Eaton Rapids
Eaton Rapids è un comune degli Stati Uniti d'America, situato nello Stato del Michigan, nella Contea di Eaton.